# Rau đắng lông
Rau đắng lông (danh pháp khoa học: Glinus lotoides) là loài thực vật có hoa thuộc họ Bình cu (Molluginaceae) được mô tả khoa học lần đầu bởi Carl Linnaeus năm 1753. Đây là một loài thực vật có nguồn gốc ở đại lục địa Á - Âu và châu Phi. Chúng là những thân thảo hàng năm mọc đứng hoặc nằm, cao 30–35 cm, thân có phủ lớp lông màu trắng. Lá đơn mọc vòng xoắn quanh thân, phiến là hình trái xoan hoặc bầu dục, dài 2–3 cm.  Hoa tự mọc ở nách lá, hoa mẫu 5. Quả túi nang hình bầu dục dài khoảng 4mm, bên trong có nhiều hạt.

## Sử dụng
Rau đắng lông thường mọc ở các vùng đất ngập nước theo mùa với phạm vi phân bổ khá rộng. Rau non được sử dụng làm thực phẩm ở nhiều nơi. Toàn thân cũng có nhiều cách dùng làm cây thuốc.